# Polapî, Liuboml
Polapî (în ucraineană Полапи) este localitatea de reședință a comunei Polapî din raionul Liuboml, regiunea Volînia, Ucraina.

## Demografie
Componența lingvistică a localității Polapî
     Ucraineană (99,35%)
     Alte limbi (0,55%)
Conform recensământului din 2001, majoritatea populației localității Polapî era vorbitoare de ucraineană (99,35%), existând în minoritate și vorbitori de alte limbi.